# جزيرة المحجر الصحي

تعديل مصدري - تعديل

جزيرة المحجر الصحي هي أحد جزر اليمن وتقسم إدارياً كأحد أحياء مديرية المعلا بمحافظة عدن.